# رواشد (الجزایر)
رواشد (به عربی: الرواشد) یک شهرداری در الجزایر است که در استان میله واقع شده‌است. رواشد ۲۵٬۳۹۹ نفر جمعیت دارد.